# Colubrina heteroneura
Colubrina heteroneura là một loài thực vật có hoa trong họ Táo. Loài này được (Griseb.) Standl. mô tả khoa học đầu tiên năm 1925.